# Elanus
Elanus es un género de aves accipitriformes de la familia Accipitridae distribuidas en los cinco continentes.

## Especies
Se reconocen cuatro especies de Elanus:
| Especie          | Nombre común                            | Descriptor         | Región                             |
| ---------------- | --------------------------------------- | ------------------ | ---------------------------------- |
| Elanus caeruleus | elanio común (elanio azul)              | Desfontaines, 1789 | Europa, África, Asia, Nueva Guinea |
| Elanus axillaris | elanio australiano (milano australiano) | Latham, 1802       | Australia                          |
| Elanus leucurus  | elanio maromero                         | Vieillot, 1818     | América                            |
| Elanus scriptus  | elanio escrito                          | Gould, 1842        | Australia                          |